# Résolution 1192 du Conseil de sécurité des Nations unies
Membres permanents
- Chine
- États-Unis
- France
- Royaume-Uni
- Russie

Membres non permanents
- Bahrain
- Brésil
- Costa Rica
- Gabon
- Gambie
- Japon
- Kenya
- Portugal
- Slovénie
- Suède

Résolution no 1191 Résolution no 1193
La résolution 1192 du Conseil de sécurité des Nations unies, adoptée à l'unanimité le 27 août 1998, après avoir rappelé les résolutions 731 (1992), 748 (1992) et 883 (1993), a salué une initiative visant à juger deux suspects libyens accusés de l'attentat à la bombe contre le vol Pan Am 103 devant un tribunal écossais aux Pays-Bas. 
Le Conseil de sécurité a pris note d'un rapport d'experts indépendants et de communications de l'Organisation de l'unité africaine, de la Ligue des États arabes, du Mouvement des pays non alignés et de l'Organisation de la conférence islamique et, agissant en vertu du chapitre VII de la Charte des Nations unies, a exigé que la Libye respecte les résolutions antérieures du Conseil. Il a salué l'initiative proposée par le Royaume-Uni et les États-Unis ainsi que la volonté du gouvernement des Pays-Bas de coopérer à l'initiative visant à juger les deux suspects libyens – Abdelbaset al-Megrahi et Lamin Khalifah Fhimah – devant un tribunal écossais aux Pays-Bas. À cet égard, le Royaume-Uni et les Pays-Bas ont été invités à préciser les modalités de ladite coopération. La Libye a initialement déclaré qu'elle ne s'estimait pas liée par ce plan. 
Le gouvernement libyen a été appelé à garantir que les deux suspects, les preuves et les témoins comparaîtraient devant le tribunal, tandis que le secrétaire général Kofi Annan a été invité à nommer des observateurs internationaux pour le procès. Le Conseil a décidé que les Pays-Bas pouvaient placer en détention les deux suspects en vue de leur procès.
Enfin, la résolution 1192 conclue en réaffirmant les résolutions précédentes 748 et 883 qui imposaient des sanctions internationales à la Libye, déclarant que leurs dispositions restaient en vigueur et que tous les États devaient coopérer à leur mise en œuvre. Il a en outre été décidé que les mesures seraient suspendues si le Secrétaire général indiquait que les deux Libyens étaient arrivés pour le procès ou avaient comparu devant un tribunal au Royaume-Uni ou aux États-Unis, et si la Libye avait convaincu les autorités judiciaires françaises en ce qui concerne le bombardement du vol UTA 772 au-dessus du Niger en 1989. Le Conseil a averti que des mesures supplémentaires seraient prises si les dispositions de la résolution actuelle n'étaient pas respectées. 

## Voir également
- Relations extérieures de la Libye
- Attentat de Lockerbie
- Procès de l'attentat à la bombe du vol Pan Am 103